# Amt Monreal

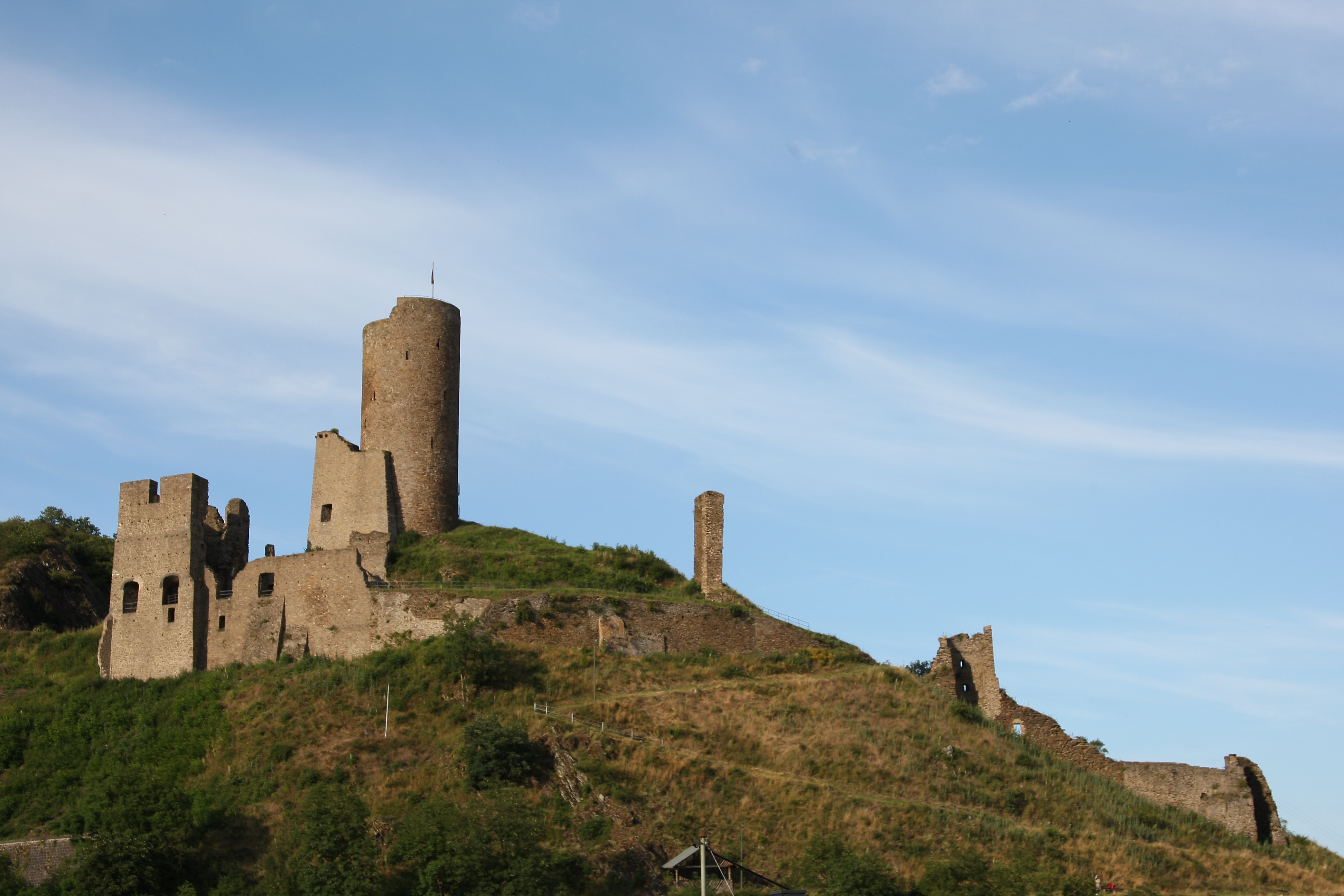
Burg Monreal

Das Amt Monreal war ein von 1555 bis 1794 bestehender Verwaltungs- und Gerichtsbezirk im Kurfürstentum Trier mit Sitz in der Burg Monreal. Ab Mitte des 16. Jahrhunderts war das Amt Monreal dem Oberamt Mayen nachgeordnet.

## Geschichte
Die Burg Monreal war der Mittelpunkt eines Herrschaftsgebietes des Adelsgeschlechtes Virneburg, benachbart zu deren ursprünglichen Herrschaft der Grafschaft Virneburg. Hierzu gehört neben dem Amt Monreal, das Kirchspiel Langenfeld und die Kleine und die Große Pellenz gehörten ursprünglich den Grafen von Virneburg. Aus den guten Beziehungen der Virneburger nach Kurköln und der Tatsache, dass Heinrich II. von Virneburg stetige Überfälle auf die nahe gelegene kurtrierische Stadt Mayen verübte, entfachte sich eine Fehde zwischen dem Trierer Erzbischof und den Virneburgern. Auf Vermittlung des Kölner Erzbischofs einigten sich die beiden Parteien dahingehend, dass Heinrich II. die Burg und Amt Monreal nach dem Tode seines Vaters Robert III. von Virneburg Trier zu Lehen auftragen sollte, was auch geschah. Als das Geschlecht derer von Virneburg mit dem letzten Grafen Cuno im Jahr 1545 im Mannesstamm erlosch, folgte Heinrich von Leiningen als Lehnsmann. Doch nach 1555 vergab der Trierer Kurfürst das Lehen nicht neu, sondern setzte einen eigenen Amtmann ein. Ab Mitte des 16. Jahrhunderts wurde das Amt dem Oberamt Mayen nachgeordnet. Der Mayener Amtmann war in Personalunion auch Amtmann von Monreal.

## Umfang
Das Amt Monreal bestand aus der Stadt Monreal und dem Kirchspiel Masburg, das wiederum aus Bermel, Eppenberg, Hauroth, Kalenborn, Laubach, Masburg, und Müllenbach bestand. Die Orte Kalenborn und Eppenberg gehörten der Familie von der Leyen als kurtriersches Lehen, die Landeshoheit nahm Kurtrier war. Kalenborn hatte 18, Eppenberg 14 Bürger.